# Catherine McKenna

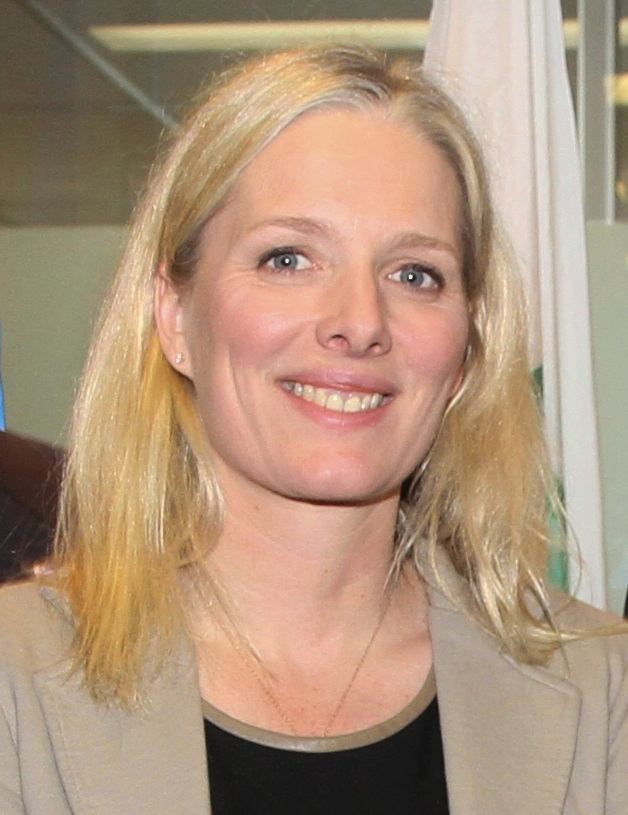
Catherine McKenna 2016

Catherine Mary McKenna PC (* 5. August 1971 in Hamilton, Ontario) ist eine kanadische Politikerin der Liberalen Partei Kanadas. Im Jahr 2015 wurde sie im 29. Kanadischen Kabinett unter der Leitung von Justin Trudeau zur Ministerin für Umwelt und Klimawandel ernannt. Von 2019 bis 2021 amtierte sie als Ministerin für Infrastruktur und kommunale Angelegenheiten.

## Leben und Karriere
Catherine McKenna besuchte die University of Toronto und studierte Französisch und Internationale Beziehungen. Nach ihrem Abschluss als Bachelor of Arts 1994 drehte sie einen Dokumentarfilm in Asien: Real Travels: 60 days in Indonesia. McKenna erwarb 1996 einen Master of Science in Internationalen Beziehungen an der London School of Economics und absolvierte anschließend ein Studium der Rechtswissenschaften an der McGill University, das sie 1999 mit dem Bachelor of Laws beendete. Während ihres Studiums an der University of Toronto war McKenna Kapitänin des Schwimmteams. Sie trainierte und nahm mit dem National Capital YMCA Masters Swim Team an Wettkämpfen teil.
Nach Abschluss ihres Studiums arbeitete McKenna als Rechtsanwältin in Kanada und Indonesien, als UN-Unterhändlerin während der Mission der Vereinten Nationen in Osttimor und als Lehrbeauftragte an der Munk School of Global Affairs der University of Toronto. Unter anderem war sie für die Kanzlei Stikeman Elliott LLP im Bereich des Wettbewerbsrechts tätig. McKenna ist zudem Mitbegründerin der gemeinnützigen Organisation Level Justice.
Im Jahr 2015 wurde Catherine McKenna mit 42,7 Prozent der Wählerstimmen als erste weibliche Abgeordneten des Wahlbezirks Ottawa Centre in das kanadische Unterhaus gewählt und zur Ministerin für Umwelt und Klimawandel ernannt. Bei der Unterhauswahl 2019 konnte sie ihren Sitz im Unterhaus mit 48,5 Prozent der Wählerstimmen verteidigen. Bei einem auf die Wahl folgenden Kabinettumbau im November 2019 wurde McKenna zur Ministerin für Infrastruktur und kommunale Angelegenheiten ernannt. Ihr Nachfolger im Umweltministerium wurde Jonathan Wilkinson.